# Mustela nivalis tonkinensis
Mustela nivalis tonkinensis es una subespecie de  mamíferos carnívoros  de la familia Mustelidae subfamilia Mustelinae.

## Distribución geográfica
Se encuentra en Indochina.